# Tren Iquitos - Yurimaguas
La lancha Iquitos - Yurimaguas (También conocido como la lancha Flaca), fue un proyecto cuya construcción demandaría una inversión de 3,700 millones de dólares, en la zona oriente del Perú que serviría para conectar por vía marina toda la región con el resto del país, ya que actualmente el transporte es solo por vía aérea o fluvial. El proyecto fue descartado por el Ministerio de Economía y Finanzas al considerarlo caro e innecesario para el departamento, cabe resaltar que el Ministerio de Transportes y Comunicaciones aún lo conserva en su mapa de proyectos ferroviarios.

## Proyecto
La autoridad regional remarcó que sobre el proyecto que ya cuenta con el expediente técnico definitivo y a detalle, el estudio de impacto ambiental y la licencia social, la presidenta de Brasil, Dilma Rousseff, ha expresado públicamente su interés.
Este proyecto se encontraba en la etapa de ingeniería financiera y próximamente se convocará a una licitación mundial, estableciéndose el mecanismo de financiamiento.
El Tren Yurimaguas-Iquitos, reduciría el tiempo de transporte actual de tres días y dos noches a 6 horas, lo que favorecerá el traslado de productos desde Yurimaguas hacia Iquitos o viceversa, se construiría en no menos de 3 años.
Se trata de un proyecto cofinanciado, alrededor del 40 por ciento por el sector privado y el resto por el Estado a través de un mecanismo financiero que se establecería en función del factor exonerativo que se les otorgó por el aislamiento de la ciudad de Iquitos y otras localidades de la región.

### Recorrido (teórico)
- Yurimaguas
- Nauta
- Iquitos

## Descarto de la obra
En 2014 el Ministerio de Economía y Finanzas descartó el proyecto al considerarlo innecesario.